# Pseudophallus elcapitanensis
Pseudophallus elcapitanensis är en fiskart som först beskrevs av Meek och Hildebrand 1914.  Pseudophallus elcapitanensis ingår i släktet Pseudophallus och familjen kantnålsfiskar. Inga underarter finns listade i Catalogue of Life.